# Azores Challenger
L'Azores Challenger è stato un torneo professionistico di tennis giocato su campi in cemento. Faceva parte dell'ATP Challenger Series. Si giocava annualmente dal 1988 al 1997 alle isole Azzorre, in Portogallo.
Il portoghese Nuno Marques detiene il record per maggiori vittorie nel singolare, mentre il tedesco Christian Saceanu sempre con due vittorie ha il primato nel doppio.

## Albo d'oro

### Singolare
| Anno | Campione          | Finalista            | Punteggio     |
| ---- | ----------------- | -------------------- | ------------- |
| 1997 | Cristiano Caratti | Oscar Burrieza-Lopez | 3–6, 6–3, 6–4 |
| 1996 | Nuno Marques (2)  | Luis Herrera         | 6–7, 6–4, 6–4 |
| 1995 | Nuno Marques (1)  | Wayne Black          | 3–6, 6–3, 6–2 |
| 1994 | Paul Wekesa       | Frederik Fetterlein  | 6–3, 1–6, 6–1 |
| 1993 | Rodolphe Gilbert  | Jeff Tarango         | 6–1, 5–7, 6–4 |
| 1992 | Henrik Holm       | Kenneth Carlsen      | 6–4, 6–3      |
| 1991 | Marcos Ondruska   | Henrik Holm          | 6–3, 2–6, 7–6 |
| 1990 | Francisco Roig    | Chris Pridham        | 6–3, 2–6, 6–4 |
| 1989 | Non disputato     | Non disputato        | Non disputato |
| 1988 | Nick Fulwood      | João Cunha e Silva   | 6–3, 7–6      |

### Doppio
| Anno | Campioni                             | Finalisti                      | Punteggio     |
| ---- | ------------------------------------ | ------------------------------ | ------------- |
| 1997 | Andrej Čerkasov Gastón Etlis         | Nils Holm Lars-Anders Wahlgren | 6–7, 7–5, 6–3 |
| 1996 | Marcus Hilpert Christian Saceanu (2) | Jamie Delgado Charlie Singer   | 6–7, 6–2, 6–4 |
| 1995 | Tim Henman Christian Saceanu (1)     | Nuno Marques Chris Wilkinson   | 6–2, 6–2      |
| 1994 | Danny Sapsford Chris Wilkinson       | Emanuel Couto Eyal Ran         | 7–5, 6–1      |
| 1993 | Bryan Shelton Roger Smith            | Chris Bailey Jeff Tarango      | 6–4, 6–4      |
| 1992 | Henrik Holm Nicklas Utgren           | Donny Isaak Peter Nyborg       | 7–6, 7–6      |
| 1991 | Byron Black T. J. Middleton          | Henrik Holm Peter Nyborg       | 6–3, 4–6, 7–6 |
| 1990 | Brent Haygarth Scott Patridge        | Andrew Castle Nduka Odizor     | 6–7, 7–6, 6–3 |
| 1989 | Non disputato                        | Non disputato                  | Non disputato |
| 1988 | Nduka Odizor Éric Winogradsky        | Charles Merzbacher Otis Smith  | 6–4, 6–4      |